# Unicornio, el jardín de las frutas
 Unicornio, el jardín de las frutas  es una película de coproducción de Argentina y la India dirigida por Pablo César sobre su propio guion escrito en colaboración con Yasef Calderón que se estrenó el 12 de diciembre de 1996 y que tuvo como actores principales a Yasef Calderón, Romina Barbará, Hukum Singh y Dinesh Dinaram. Fue filmada en el noroeste de la India, en el límite con Paquistán y pensada para formar parte de una trilogía junto a la anterior Equinoccio, el jardín de las rosas y la siguiente Afrodita, el jardín de los perfumes.

## Sinopsis
Cinco episodios: el sacrificio de un muchacho en una aldea habitada por mujeres; una esclava blanca que un hombre compra con el dinero ahorrado para adquirir un camello; la aventura de un alquimista que busca la eternidad; una caravana de la vida y en el quinto se desciende a un colorido infierno con desatadas furias y otros seres venidos de la tradición griega.

## Reparto
- Yasef Calderón
- Romina Barbará
- Hukum Singh
- Dinesh Dinaram

## Comentarios
Gustavo Castagna en El Amante del Cine  escribió:

«Al César lo que fue de Pasolini que lo hacía mucho, muchísimo mejor…involuntariamente cómica y tanguera por su increíble doblaje.»

La Nación opinó:

«Al espectador le queda la responsabilidad de decidir si la empresa vale tanto esfuerzo o si es preferible ir a la biblioteca y entregare otra vez al hechizo de Las mil y una noches.»

Manrupe y Portela escriben:

«…increíblemente declarada de interés nacional por la Presidencia de la Nación, por la Secretaría de Cultura de la Nación y por los Ministerios de Educación y Relaciones Exeriores.»